# Sats (företag)
Sats Group är ett företag med anläggningar för fysisk träning, som finns i Sverige, Norge, Danmark och Finland. Sats erbjuder träningsaktiviteter i form av styrketräning, gruppträning, cykel i form av spinning, yoga och personlig träning.
Sats grundades 1995 i Norge och expanderade senare till Sverige och övriga nordiska länder. Namnet har sitt ursprung i förkortningen S.A.T.S på norska som står för Sport Aerobic Trenings Senter. Sats har bytt ägare flera gånger och ägs för närvarande av Health & Fitness Nordic (HFN), som i sin tur ägs till 51 procent av det svenska riskkapitalbolaget Altor och till 49 procent av det danska försäkringsbolaget Tryg. 
Sats Elixia är ett resultat av att de två kedjorna Sats och Elixia slogs ihop 2013. 